# にいちゃん、ぼく反省しきれません。
『にいちゃん、ぼく反省しきれません。』（にいちゃん、ぼくはんせいしきれません。）は、柚木真理の短編小説集。
1998年5月にポプラ社から発刊された。1998年度読書感想画中央コンクール指定図書＜中学校・高等学校の部＞に選定されている。
昭和30年代、街頭テレビ、銭湯、夏祭り、鞍馬天狗、カミナリ親父、住む人全てがそれぞれの「味」を持つ東京下町を舞台にしたユーモア小説であり、町中が生きた図書館のようだった時代の少し病弱な主人公のぼく（新太）目線で、ガキ大将なにいちゃん（鉄平）、高校の教師で一風変わった父さん、呆れながらも家族を包み込む母さんで構成される一家が近所の人々を巻き込んでいく姿を痛快に描いている。
続編に『父さん、ぼく面倒みきれません。』がある。

## 収録作品
昭和三十年代、街頭テレビ、銭湯、夏祭り、鞍馬天狗、カミナリ親父、住む人全てがそれぞれの「味」を持つ東京下町を舞台にしたユーモア小説。町中が生きた図書館のようだった時代の少し病弱な主人公のぼく（新太）目線で、ガキ大将なにいちゃん（鉄平）、高校の教師で一風変わった父さん、呆れながらも家族を包み込む母さんの一家が近所の人たちを巻き込んでの人情があって痛快な、短編小説である。